# Radanovići (Gemeinde Kotor)
Radanovići (kyrillisch Радановићи) ist ein Dorf in der montenegrinischen Gemeinde Kotor. Mit 752 Einwohnern (Stand: Volkszählung 2011) ist sie die größte Siedlung der Region Grbalj. Der Ort liegt nahe der Hauptstraße zwischen Budva und der Bucht von Kotor.

## Sport
Der örtliche Fußballverein FK Grbalj Radanovići trägt seine Heimspiele im Stadion Radanovićima aus. Er spielt derzeit in der Druga Crnogorska Liga.